# 黄村镇 (泾县)
黄村镇，是中华人民共和国安徽省宣城市泾县下辖的一个乡镇级行政单位。

## 行政区划
黄村镇下辖以下地区：
黄村村、九义村、景星村、九峰村、平垣村、花林村、沙园村、安吴村和紫阳村。